# 貍首
《貍首》是一首先秦逸詩，篇名見於《禮記·射義》，詩句或見於《禮記·檀弓下》原壤所歌：“貍首之班然，執女手之卷然。”原文僅保留兩句，風格與《詩經》相仿。因該詩節奏感強，被周代諸侯用於射禮。
《莊子·養生主》庖丁解牛中所説的《經首》，或為《貍首》之訛。